# Xenosaurus grandis
Xenosaurus grandis é uma espécie de lagarto, comum no México e na Guatemala. Ele tem uma chata e um corpo robusto. Sua pele é coberta por escamas granulares e tubérculos e principalmente come alados cupins e formigas. Eles são criaturas discretas e muitas vezes não são vistos. Eles vivem na floresta, gastando muito de seu tempo em refúgios sob raízes de árvores ou em fendas nas rochas. Eles também se encontram em águas durante longos períodos. Ativos à noite, eles se alimentam de insetos, cupins e formigas particularmente voado. Seu predador principal é a águia. Quando alarmado, Xenosaurus adota uma postura de ameaça, com a boca aberta, revelando uma membrana negra. A fêmea dá à luz ninhadas de 3 completamente formados ao vivo jovens, que são cerca de 4 cm (1 ½ pol) de comprimento no nascimento.